# Mesopolobus nephele
Mesopolobus nephele är en stekelart som först beskrevs av Walker 1843.  Mesopolobus nephele ingår i släktet Mesopolobus och familjen puppglanssteklar. Inga underarter finns listade i Catalogue of Life.